# 十姓
十姓，古代突厥语族部落名称。
- 十姓一作十姓部落、十箭、十设。西突厥十个部落的总称。亦称十姓部落。突厥土门可汗之弟室点密统十大首领出定西域，自为可汗，号“十姓部落”。唐太宗贞观初年，咥利失可汗分所属为两厢十姓，东厢号“五咄陆”，各置一啜率领，有五大啜，居碎叶川（今楚河）东；西厢号“五弩失毕”，各置一俟斤率领，有五大俟斤，居碎叶川西。姓授一箭，大首领称大箭头，自此“十姓”亦称“十箭”。阿史那贺鲁统治西突厥时，十姓部落悉归其统治。唐平定阿史那贺鲁，十姓部落地区由濛池都护府、昆陵都护府两个都护府管辖，十姓部落也归并于唐朝。
- 十姓回纥，组成回纥部落的十个氏族。古代回纥人民对其祖先氏族社会的历史传说，和九姓回纥并列。实际上，十姓回纥是高车袁纥部的意译。袁纥为On Uigur的音译。On为突厥语和回鹘语“十”，Uigur即回纥，所以，On Uigur的意译即为“十姓回纥”。成书于14世纪的波斯史学家拉施德·丁的《史集》，在《第三编》的《畏兀儿部落》一节中，提到忽惕一塔黑山周围有一处有十条河，有些回纥人住在这里，就叫做“十姓回纥”；另一处有九条河，有些回纥人住在那里，就叫做“九姓回纥”。那十条河人们也称之为“十嗢昆”。古代畏兀儿诸部的驻地就在这些河流沿岸，沿着十条河流居住的称为温（aun）-畏兀儿，即十姓回鹘；而住在九河地区的，称为脱忽思（tuguz）-畏兀儿，即九姓回鹘。